# Apricale
Apricale – miejscowość i gmina we Włoszech, w regionie Liguria, w prowincji Imperia.
Według danych na rok 2004 gminę zamieszkiwało 607 osób, gęstość zaludnienia wynosi  31,9 os./km².